# Barricade (film, 1950)
Pour les articles homonymes, voir Barricade (homonymie).
Pour plus de détails, voir Fiche technique et Distribution.
Barricade est un film américain réalisé par Peter Godfrey, sorti en 1950.

## Fiche technique
- Titre : Barricade
- Réalisation : Peter Godfrey
- Scénario : William Sackheim d'après Le Loup des mers de Jack London
- Photographie : Carl E. Guthrie
- Montage : Clarence Kolster
- Musique : William Lava
- Société de production : Warner Bros.
- Pays de production : États-Unis
- Format : Couleurs
- Genre : western
- Durée : 77 minutes
- Date de sortie : 1950

## Distribution
- Dane Clark : Bob Peters
- Raymond Massey : Boss Kruger
- Ruth Roman : Judith Burns
- Robert Douglas : Aubrey Milburn
- Morgan Farley : le juge
- Walter Coy : Benson
- George Stern : Tippy
- Robert Griffin (en) : Kirby
- Frank Marlowe (en) : Brandy
- Tony Martinez (en) : Peso